# Зинин, Николай Николаевич (младший)
Никола́й Никола́евич Зи́нин (1854—1910) — русский учёный-математик.

## Биография
Сын русского российского химика-органика Н. Н. Зинина родился 26 июня 1854 года.
В 1872 году с серебряной медалью окончил Ларинскую гимназию. Высшее образование получил на физико-математическом факультете Санкт-Петербургского университета.
Был профессором Варшавского университета.
Магистерская и докторская диссертации Зинина были посвящены математическому анализу, в частности исследованию кратных интегралов: «Функция гамма и функция омега» (Варшава : тип. К. Ковалевского, 1884. — [4], 88 с.), «Различные приемы приведения кратных интегралов и главнейшие приложения этих приемов» (Варшава : тип. Варш. учеб. окр., 1892. — [3], III, [2], 222 с.), «О формулах Остроградского в теории кратных интегралов и об их приложении» (М.: Моск. матем. о-во, состоящее при Имп. Моск. ун-те, [1891]. — 38 с.).
Зинин был организатором и первым ректором Донского политехнического иститута (09.07.1907—1910). Он же стоял у истоков формирования фондов институтской библиотеки.
Скончался 22 апреля 1910 года.